# Соловьёвка (Запорожская область)
Соловьёвка (укр. Солов'ївка) — село,
Высоковский сельский совет,
Михайловский район,
Запорожская область,
Украина.
Код КОАТУУ — 2323382204. Население по переписи 2001 года составляло 112 человек.

## Географическое положение
Село Соловьёвка находится на расстоянии в 2,5 км от села Новолюбимовка (Токмакский район) и в 3-х км от села Суворое.

## История
- 1810 год — дата основания как село Октоберфельд.
- В 1945 году переименовано в село Весёлое[2].
- В 1967 году переименовано в село Соловьёвка.